# Airco DH.2

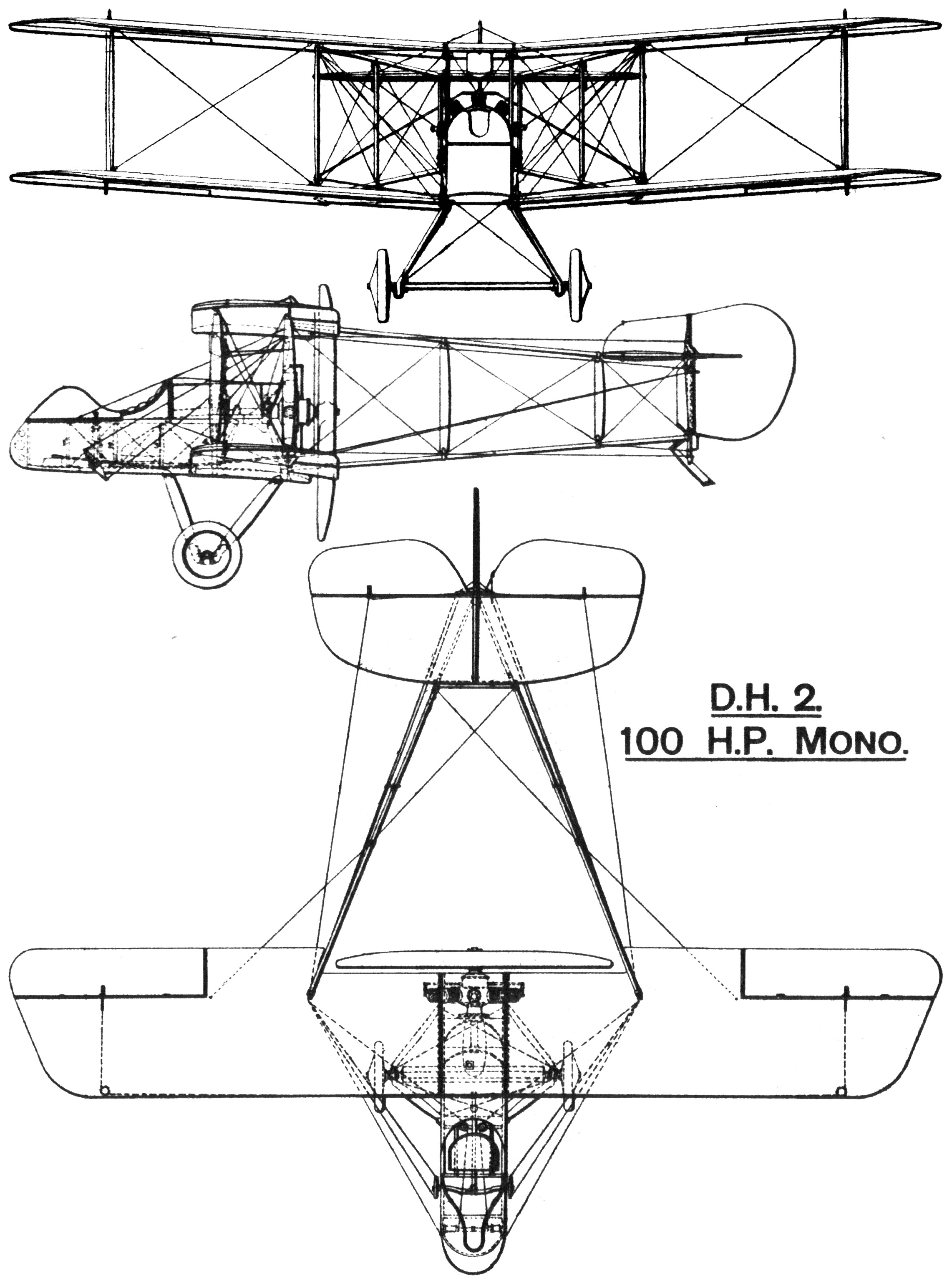

Airco DH.2 — британский одноместный биплан, построенный по схеме с толкающим винтом. Использовался в качестве истребителя во время Первой мировой войны.

## История
Появление во время Первой мировой войны самолётов-скаутов (одноместные перехватчики, отличные от двухместных разведывательных самолётов) с тянущим винтом потребовало от конструкторов разработки синхронизатора для стрельбы через винт. Антон Фоккер решил эту проблему в 1915 году — возможность стрелять сквозь винт дала его монопланам огромное преимущество перед самолётами Королевского лётного корпуса. Начался период немецкого господства в воздухе, известный как «бич Фоккера». Разработка синхронизатора в странах Антанты шла медленнее, и авиастроители прибегли к схеме с толкающим винтом, в которой двигатель устанавливается сзади фюзеляжа, а хвостовое оперение выносится на хвостовых балках. В таких двухместных пулемётных самолётах (слово «истребитель» вошло в обиход позднее) пулемётчик получал необходимую зону обстрела. Примерами таких самолётов являются Vickers F.B.5, Airco DH.1 и Royal Aircraft Factory F.E.2.
Airco DH.1 был создан Джеффри де Хэвилендом в качестве одноместного скаута, который должен был быть быстрее и манёвреннее двухместных самолётов, сохраняя при этом хороший обзор для пилота. Вооружение DH.2 составил один пулемёт Lewis, установленный спереди.

## Боевое применение
Самолёт был принят на вооружение 24 эскадрильей королевского лётного корпуса в феврале 1915 года. В результате эта эскадрилья стала первой в мире эскадрильей одноместных истребителей, вооруженной однотипными самолётами. DH.2 и RAF F.E.2 быстро превзошли монопланы Фоккера, что помогло корпусу получить воздушное превосходство в начале битвы на Сомме. Например, майор Лайонел Риз был награждён крестом Виктории за бой 1 июля 1916 года, когда он на своём DH.2 атаковал 10 немецких самолётов.
Поначалу ходили слухи, что DH.2 обладает склонностью к сваливанию, но Хоукером была разработана техника выхода из штопора и проведено обучение пилотов. Это обучение придало пилотам уверенности в бою и дало решающее преимущество перед ранними Fokker. Тем не менее, другую проблему DH.2 решить было практически невозможно: от ротативного двигателя периодически отваливались цилиндры, что приводило к катастрофическим последствиям для лётчика и машины.
Как и многие другие машины королевского корпуса, DH.2 долго оставался в строю даже после окончательного устаревания — Великобритания не имела подходящей альтернативы для замены старой техники, и в результате многие пилоты и машины были потеряны. Особенно сильные потери пришлись на весну 1917 года. Майор Хоукер, летавший на DH.2, погиб в бою с Манфредом фон Рихтгофеном 23 ноября 1916 года.
DH.2 состоял также на вооружении 32 эскадрильи и использовался на Западном фронте до весны 1917 года, когда его полностью превзошли немецкие скауты «Albatros» и «Halberstadt». Самолёт также использовался в Палестине и Македонии, где самолёты противника были не настолько современны, а также в эскадрильях домашней обороны и учебных эскадрильях.

## Конструкция
Самолет представлял собой одноместный биплан смешанной конструкции. Деревянный каркас фюзеляжа был частично обшит фанерой, частично тканью.  Хвостовая ферма представляла собой две плоские решетки из стальных труб. Крылья двухлонжеронные деревянные одинакового размера. Верхнее крыло состоит из трех частей, а нижнее из двух. Крылья соединены между собой четырьмя парами вертикальных стоек. Обшивка крыльев матерчатая. На верхнем и нижнем крыле были установлены элероны. Элероны на верхнем крыле были подпружинены и автоматически возвращались в нейтральное положение при центрировании органов управления.
Хвостовое оперение деревянное, обшивка матерчатая.
Шасси деревянное с общей осью и резиновым амортизатором.
Силовая установка большей части выпущенных самолетов — ротативный двигатель «Gnome Monosoupape» мощностью 100 л.с., приводящий в движение толкающий деревянный двухлопастный винт диаметром 2,5 м. Бензобак ёмкостью 129 литров расположен за кабиной пилота.
Вооружение — пулемёт «Льюис» калибра .303 (7,7 мм), закрепленный на передней центральной стойке. Боекомплект пулемёта — три диска по 47 патронов. .